# Office of Congressional Ethics
Het Office of Congressional Ethics (OCE), opgericht door het Amerikaanse Huis van Afgevaardigden in maart 2008, is een onafhankelijke, niet-partijgebonden entiteit die belast is met de controle van beschuldigingen van wangedrag en corruptie van leden van het Huis van Afgevaardigden en hun personeel en, indien van toepassing, dit naar buiten brengen en rapporteren aan de United States House Committee on Ethics (HEC).
Tijdens een stemming in januari 2017 stemde de meerderheid van de Republikeinse Partij in het Huis van Afgevaardigden dat OCE niet langer onafhankelijk zal zijn en onderdeel wordt van het United States House Committee on Ethics (HEC). Het HEC staat op zijn beurt weer onder controle van de Republikeinse partijleiding. De naam van het OCE zou tevens worden gewijzigd in het Office of Congressional Complaint Review. Minder dan 24 uur later kwamen de Republikeinen terug van hun besluit, na aanhoudende kritiek van zowel Democraten als Republikeinen, onder wie president-elect Donald Trump.